# New Rules
New Rules is een nummer van de Britse zangeres Dua Lipa uit 2017. Het is de zesde single van haar titelloze debuutalbum. In het nummer zingt een vrouw over een lijst met regels die ze opstelt om over haar liefdesverdriet heen te komen.
De single werd een wereldwijde hit. In Dua Lipa’s thuisland, het Verenigd Koninkrijk, bereikte het de nummer 1-positie, evenals in de Nederlandse Top 40 en de Vlaamse Ultratop 50, waar het lange tijd bovenaan de hitlijsten stond. Ook in veel andere landen behaalde het nummer hoge noteringen. Met New Rules scoorde Dua Lipa haar eerste top 10-hit in de Amerikaanse Billboard Hot 100, waar de single piekte op nummer 6. De single kreeg lovende recensies en werd genomineerd voor twee MTV Video Music Awards: Best Choreography en Best Song of the Year. In 2018 volgde een Brit Award-nominatie voor Best British Video.

## Achtergrond
New Rules werd geschreven door Emily Warren en Caroline Ailin. Het nummer werd aanvankelijk door meerdere artiesten afgewezen, totdat het bij Dua Lipa terechtkwam.  In januari 2017 kondigde Lipa op Twitter aan dat haar debuutalbum werd uitgesteld tot juni, zodat ze nog enkele nummers kon opnemen en met andere artiesten en songwriters kon samenwerken. Vervolgens reisde ze naar Los Angeles, waar ze New Rules opnam. In een interview vertelde ze dat ze het nummer niet wilde laten liggen, ook al schrijft ze haar muziek het liefst zelf. Ze voelde meteen een sterke connectie met de song, omdat de tekst goed aansloot bij haar eigen levenservaringen. 

## Videoclip
n de videoclip danst Dua Lipa samen met een groep vrouwen in een villa met zwembad, gelegen in The Confidante Hotel in Miami. Meer dan vijfhonderd meisjes deden auditie voor een rol in de clip, waarvan uiteindelijk acht werden geselecteerd. De video eindigt met een scène waarin de danseressen bij het zwembad staan. Vervolgens draait de camera en verschijnt een groep flamingo’s in beeld—een motief dat ook aan het begin van de clip te zien is. 
In februari 2019 brak Dua Lipa een record door als jongste artiest ooit 1 miljard views te behalen met een muziekvideo. Een maand later, in maart 2019, overschreed New Rules de grens van 1,5 miljard views, waarmee het tot de top 50 van meest bekeken YouTube-video’s aller tijden behoorde.  

## Liveoptredens

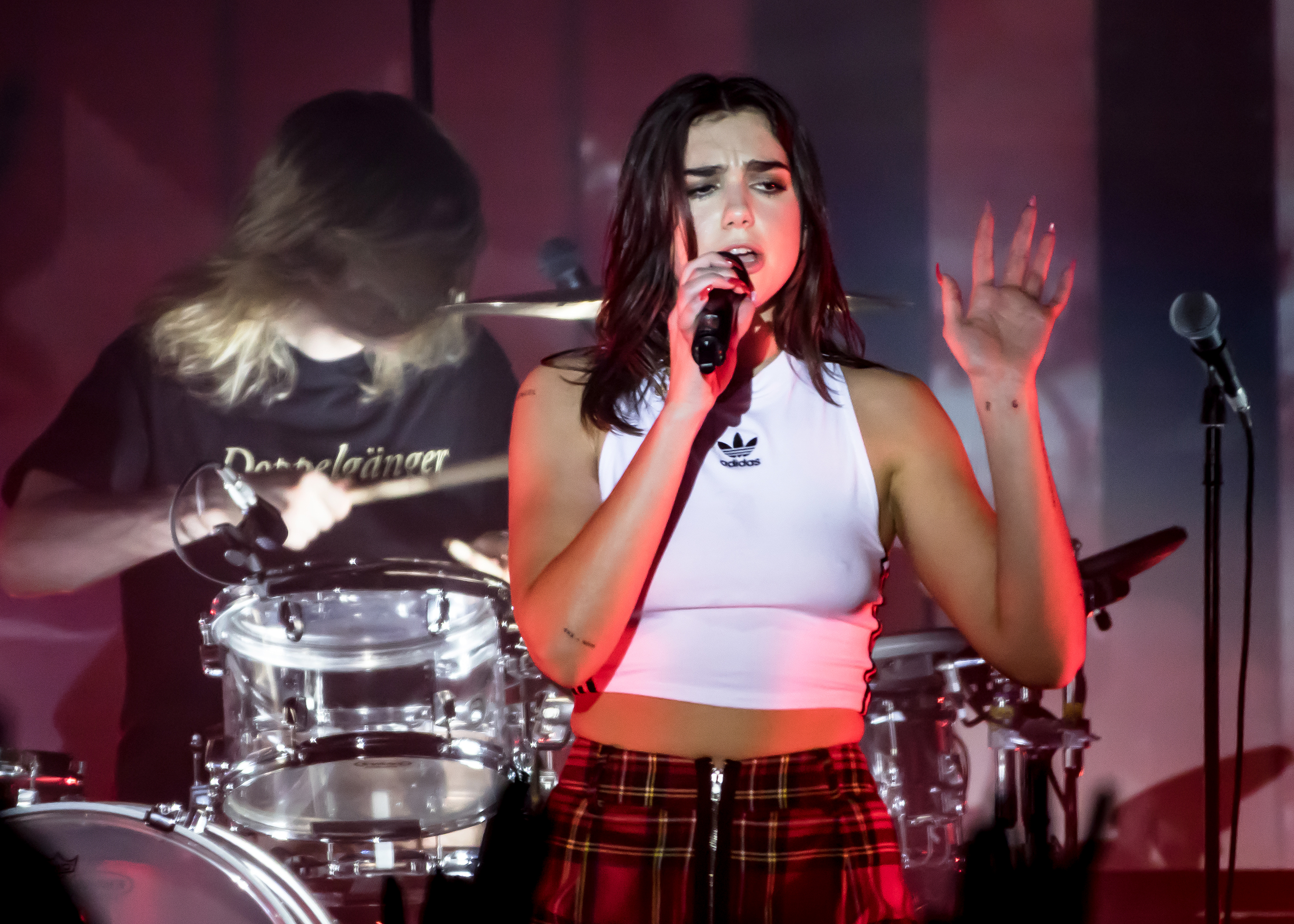
Dua Lipa zingt "New Rules" tijdens The Self-Titled Tour in 2018.

Dua zong New Rules voor het eerst op het Britse Glastonbury Festival. Op 4 oktober 2017 was ze te gast in The Jonathan Ross Show, waar ze de single zong, gebruikmakend van danseressen die danspasjes uit de videoclip uitvoerden.
Door het wereldwijde succes van New Rules zette Lipa het liedje in de bisronde van The Self Titled Tour. Dua Lipa zong New Rules ook in verschillende tv-programma's, waaronder Later... with Jools Holland, The Ellen Show en de Jimmy Kimmel Live! show van Jimmy Kimmel, waar ze ook IDGAF zong. Ook bij verschillende prijsuitreikingen, zoals de Billboard Music Awards, mocht ze het lied ten gehore brengen. Zes dagen later na dit evenement zong Dua een medley van haar succesvolste singles tijdens de Finale UEFA Champions League 2018 te Kiev met New Rules als afsluiter.
Voor de complete editie van Lipa's debuut studioalbum bracht Dua Lipa op 19 oktober 2018 een liveversie van het nummer uit, waarvan de opname gemaakt werd tijdens haar tourshow in San Diego. Haar drummer en goede vriend William Bowerman produceerde de single. Op de single zijn ook de backing vocals Naomi en Ciara te horen.

## Hitnoteringen

### Ultratop 50 (Vlaanderen)
| Positie: | 35 | 26 | 24 | 11 | 7  | 3  | 1  | 1  | 3  | 1  | 1  | 1  | 2  | 1  |     |
| Week:    | 16 | 17 | 18 | 19 | 20 | 21 | 22 | 23 | 24 | 25 | 26 | 27 | 28 | 29 |     |
| Positie: | 3  | 2  | 3  | 3  | 4  | 4  | 5  | 5  | 5  | 10 | 16 | 23 | 30 | 45 | uit |

### 3FM Mega Top 50
| Hitnotering: 22-07-2017 t/m 03-02-2018 | Hitnotering: 22-07-2017 t/m 03-02-2018 | Hitnotering: 22-07-2017 t/m 03-02-2018 | Hitnotering: 22-07-2017 t/m 03-02-2018 | Hitnotering: 22-07-2017 t/m 03-02-2018 | Hitnotering: 22-07-2017 t/m 03-02-2018 | Hitnotering: 22-07-2017 t/m 03-02-2018 | Hitnotering: 22-07-2017 t/m 03-02-2018 | Hitnotering: 22-07-2017 t/m 03-02-2018 | Hitnotering: 22-07-2017 t/m 03-02-2018 | Hitnotering: 22-07-2017 t/m 03-02-2018 | Hitnotering: 22-07-2017 t/m 03-02-2018 | Hitnotering: 22-07-2017 t/m 03-02-2018 | Hitnotering: 22-07-2017 t/m 03-02-2018 | Hitnotering: 22-07-2017 t/m 03-02-2018 | Hitnotering: 22-07-2017 t/m 03-02-2018 |
| Week:                                  | 1                                      | 2                                      | 3                                      | 4                                      | 5                                      | 6                                      | 7                                      | 8                                      | 9                                      | 10                                     | 11                                     | 12                                     | 13                                     | 14                                     | 15                                     |
| -------------------------------------- | -------------------------------------- | -------------------------------------- | -------------------------------------- | -------------------------------------- | -------------------------------------- | -------------------------------------- | -------------------------------------- | -------------------------------------- | -------------------------------------- | -------------------------------------- | -------------------------------------- | -------------------------------------- | -------------------------------------- | -------------------------------------- | -------------------------------------- |
| Positie:                               | 30                                     | 21                                     | 14                                     | 11                                     | 9                                      | 9                                      | 9                                      | 6                                      | 3                                      | 3                                      | 3                                      | 4                                      | 12                                     | 14                                     | 12                                     |
| Week:                                  | 16                                     | 17                                     | 18                                     | 19                                     | 20                                     | 21                                     | 22                                     | 23                                     | 24                                     | 25                                     | 26                                     | 27                                     | 28                                     | 29                                     |                                        |
| Positie:                               | 9                                      | 7                                      | 12                                     | 13                                     | 15                                     | 21                                     | 28                                     | 33                                     | 33                                     | 39                                     | 41                                     | 42                                     | 44                                     | 44                                     | uit                                    |

### Nederlandse Top 40[13]
| Hitnotering: 22-07-2017 t/m 03-02-2018 | Hitnotering: 22-07-2017 t/m 03-02-2018 | Hitnotering: 22-07-2017 t/m 03-02-2018 | Hitnotering: 22-07-2017 t/m 03-02-2018 | Hitnotering: 22-07-2017 t/m 03-02-2018 | Hitnotering: 22-07-2017 t/m 03-02-2018 | Hitnotering: 22-07-2017 t/m 03-02-2018 | Hitnotering: 22-07-2017 t/m 03-02-2018 | Hitnotering: 22-07-2017 t/m 03-02-2018 | Hitnotering: 22-07-2017 t/m 03-02-2018 | Hitnotering: 22-07-2017 t/m 03-02-2018 | Hitnotering: 22-07-2017 t/m 03-02-2018 | Hitnotering: 22-07-2017 t/m 03-02-2018 | Hitnotering: 22-07-2017 t/m 03-02-2018 | Hitnotering: 22-07-2017 t/m 03-02-2018 | Hitnotering: 22-07-2017 t/m 03-02-2018 |
| Week:                                  | 1                                      | 2                                      | 3                                      | 4                                      | 5                                      | 6                                      | 7                                      | 8                                      | 9                                      | 10                                     | 11                                     | 12                                     | 13                                     | 14                                     | 15                                     |
| -------------------------------------- | -------------------------------------- | -------------------------------------- | -------------------------------------- | -------------------------------------- | -------------------------------------- | -------------------------------------- | -------------------------------------- | -------------------------------------- | -------------------------------------- | -------------------------------------- | -------------------------------------- | -------------------------------------- | -------------------------------------- | -------------------------------------- | -------------------------------------- |
| Positie:                               | 39                                     | 30                                     | 27                                     | 24                                     | 11                                     | 7                                      | 6                                      | 3                                      | 2                                      | 1                                      | 2                                      | 2                                      | 4                                      | 5                                      | 10                                     |
| Week:                                  | 16                                     | 17                                     | 18                                     | 19                                     | 20                                     | 21                                     | 22                                     | 23                                     | 24                                     | 25                                     | 26                                     |                                        |                                        |                                        |                                        |
| Positie:                               | 13                                     | 15                                     | 17                                     | 18                                     | 19                                     | 20                                     | 23                                     | 25                                     | 31                                     | 37                                     | 40                                     | uit                                    |                                        |                                        |                                        |